# Guild Wars (serie)
Guild Wars es un videojuego de rol multijugador masivo en línea (MMORPG) desarrollado por ArenaNet y publicado por NCsoft.  Lanzado el 28 de abril de 2005, se distingue por su modelo de negocio sin cuotas de suscripción mensual.

## Historia
Guild Wars fue lanzado inicialmente como Guild Wars Prophecies y posteriormente se expandió con tres campañas independientes:
- Guild Wars Factions (2006)
- Guild Wars Nightfall (2006)
- Guild Wars: Eye of the North (2007) (expansión que requiere una de las campañas anteriores)

Estas expansiones añadieron nuevas regiones, profesiones, habilidades, historias y modos de juego.  Eye of the North sirvió como puente narrativo hacia la secuela, Guild Wars 2.

## Jugabilidad
Guild Wars combina elementos de juegos de rol (PvE, Jugador contra Entorno) y de jugador contra jugador (PvP).  A diferencia de otros MMORPGs, las zonas fuera de los puestos de avanzada (ciudades y pueblos) son instanciadas; es decir, cada grupo de jugadores tiene su propia copia privada del mapa, evitando la masificación en las zonas de aventura.

### Modos de juego
PvE (Rol): Los jugadores exploran el mundo, completan misiones, interactúan con personajes no jugadores (PNJ) y luchan contra monstruos.  Pueden formar grupos con otros jugadores, o con "esbirros" (PNJ controlados por la IA) y "héroes" (PNJ personalizables, disponibles en Nightfall y Eye of the North).
PvP (Competitivo):  Incluye varios modos de juego:
- Arenas de combate:  Combates de corta duración para jugadores de bajo nivel.
- Islas Bélicas: Combates con grupos aleatorios ("Arenas al Azar") o predefinidos ("Arenas por Equipos").
- Ascenso de Héroe:  Torneo por equipos en el que los grupos se enfrentan en rondas sucesivas.
- GvG (Guild versus Guild):  Batallas entre clanes (guilds), tanto amistosas como puntuadas para un ranking mundial.
- FvF (Facción contra Facción): Exclusivas de Guild Wars: Factions, en la cual los jugadores se alían a los Luxon o los Kurzick.

### Profesiones
Guild Wars ofrece varias profesiones, cada una con sus propias habilidades y atributos:
- Guerrero: Experto en combate cuerpo a cuerpo, con alta armadura y capacidad para infligir daño.
- Guardabosques: Arquero y domador de animales, con habilidades de interrupción y trampas.
- Monje: Sanador y protector, con habilidades de apoyo y algunas de ataque.
- Nigromante: Manipulador de la vida y la muerte, con habilidades para invocar muertos vivientes y robar vida.
- Elementalista: Invocador de los elementos, con poderosos hechizos de área de efecto.
- Hipnotizador: Maestro de la ilusión y el control mental, capaz de usar los ataques del enemigo en su contra.
- Asesino (Factions): Experto en el sigilo y el daño rápido.
- Ritualista (Factions): Invocador de espíritus.
- Paragón (Nightfall): Líder y apoyo, con habilidades de protección y potenciación.
- Derviche (Nightfall): Guerrero místico, con habilidades de combate cuerpo a cuerpo y transformaciones.

Los jugadores pueden elegir una profesión primaria y una secundaria, lo que permite una gran variedad de combinaciones y estilos de juego.

### Habilidades
Cada profesión tiene acceso a un amplio conjunto de habilidades, que se pueden adquirir completando misiones, comprándolas a entrenadores o capturándolas de jefes enemigos (habilidades "élite").  Los jugadores pueden equipar un máximo de ocho habilidades a la vez, creando una "build" personalizada.

### Runas y armas
Los jugadores pueden mejorar su equipo con:
- Runas: Se aplican a las armaduras para aumentar atributos, salud o reducir daño.
- Armas: Dependen de la profesión. Se pueden personalizar y mejorar con modificadores.

### Entorno
El mundo de Guild Wars se divide en:
- Zonas explorables:  Áreas instanciadas donde los jugadores completan misiones y luchan contra enemigos.
- Puestos de avanzada (Ciudades/Pueblos):  Zonas sociales donde los jugadores pueden interactuar, comerciar, formar grupos y acceder a servicios.

### Clanes y Alianzas
Los jugadores pueden crear o unirse a clanes ("guilds"), que permiten la comunicación entre miembros, la participación en batallas GvG y la creación de alianzas con otros clanes (en Factions).

### Títulos
El juego otorga títulos a los jugadores como reconocimiento a sus logros, como completar misiones en modo difícil, alcanzar un nivel alto en una habilidad, o acumular puntos en PvP. Los títulos son visibles para otros jugadores.

### Mascotas y minimascotas
- Mascotas: Animales de compañía que pueden ser domados por los Guardabosques, o los personajes que tengan esta profesión como secundaria, y que ayudan en combate.
- Minimascotas: Son miniaturas de personajes que cumplen una función decorativa, que no participan en combate.

## Recepción
La serie Guild Wars ha sido bien recibida por la crítica y ha ganado varios premios, incluyendo:
- Mejor Videojuego de Rol (2005), IGN[1]
- Mejor Diseño Artístico (2005), IGN[2]
- Mejor Videojuego Online (2006), 1UP Awards[3]

En febrero de 2008, NCsoft anunció que se habían vendido más de cinco millones de copias de la serie Guild Wars.